# Stragi di Cesena e Forlì
Di Cesena le stragi e di Forlì.»
(Filippo De Boni, De profundis)
Le stragi di Cesena e Forli furono degli episodi di repressione delle rivolte popolari durante il periodo risorgimentale commesse nelle due città della Legazione di Forlì nel gennaio 1832, a opera delle truppe pontificie, guidate dal cardinale Giuseppe Albani, che conclusero i moti liberali iniziati nel 1831 nel corso del pontificato di Gregorio XVI.

## Storia

### Premesse
Il 10 gennaio 1832, a seguito del protrarsi della rivolta in Romagna, il segretario di stato vaticano, il cardinal Tommaso Bernetti, notificò agli ambasciatori degli stati facenti parte della Quintuplice Alleanza l'intenzione del governo pontificio di spedire truppe nella Legazione di Forlì in rivolta, per disciogliervi le guardie civiche e ristabilirvi la sovranità del pontefice, ricevendo l'appoggio e il sostegno degli ambasciatori di Francia, Austria e Russia ma non quella di Lord Seymour, ambasciatore inglese il quale, predicendo guai, si ritirò a Firenze. Nel frattempo i colonnelli Zamboni a Ferrara e Bentivoglio (poi sostituito prima dei combattimenti dal colonnello Barbieri) a Rimini armarono una armata di 5000 uomini per conto dello Stato pontificio a cui andavano ad aggiungersi due reggimenti di mercenari svizzeri, il cardinal Albani, incaricato come legato pontificio di ristabilire l'ordine nella legazione, mise alla testa delle forze il barone austriaco Marchal.

### Battaglia di Cesena e saccheggio
Alla notizia che le truppe pontificie, comandate da Barbieri muovevano da Rimini verso nord, la guardia civica romagnola, comandata dal maggiore Sebastiano Montallegri di Faenza coi capitani Belluzzi, Conti, Landi e Picconi si mosse affrontandole in battaglia sulla piccola collina, nota come Madonna del Monte, nella pianura di Cesena, nella cosiddetta "battaglia di Cesena" o "Battaglia del Monte" venendo facilmente sconfitta dopo due ore di combattimento per inferiorità numerica (2000 combattenti contro 4000), assenza di cavalleria e scarsa dotazione d'artiglieria (3 pezzi contro 8 pezzi). Ucciso Paluzzi, capo dei liberali, e con una perdita di circa 200 uomini, i romagnoli in fuga abbandonarono Forlì e Cesena, disperdendosi nella campagna, con l'intenzione di proseguire la lotta con tecniche di guerriglia, sperando di impedire alle truppe pontificie di far nuovamente massa. Nel loro inseguimento i militari pontifici saccheggiarono Cesena, uccidendo chi si opponeva, arrivando a razziare e uccidere all'interno della Chiesa di santo Stefano al Monte,causando 17 vittime fra i cittadini, oltre ad altri feriti e con molte donne che furono violentate, comprese alcune che vivevano nei monasteri.
Le truppe papali, nel saccheggio seguente la vittoria, non risparmiarono l'Abbazia di Santa Maria del Monte e il monastero di Pio VII unito a questa, rubando anche parte del medagliere di Pio VII. Una testimonianza di quelle violenza è data da due volumi, facenti parte della storica biblioteca del monastero, dell'opera di Giustino Febronio, De statu ecclesiae et legitima potestate romani pontificis, nei quali si conficcò una pallottola di fucile; a ricordo degli eventi don Gregorio Amadori di Cesena, al tempo bibliotecario, scrisse in questi libri:
(Gregorio Amadori)

### Strage di Forlì

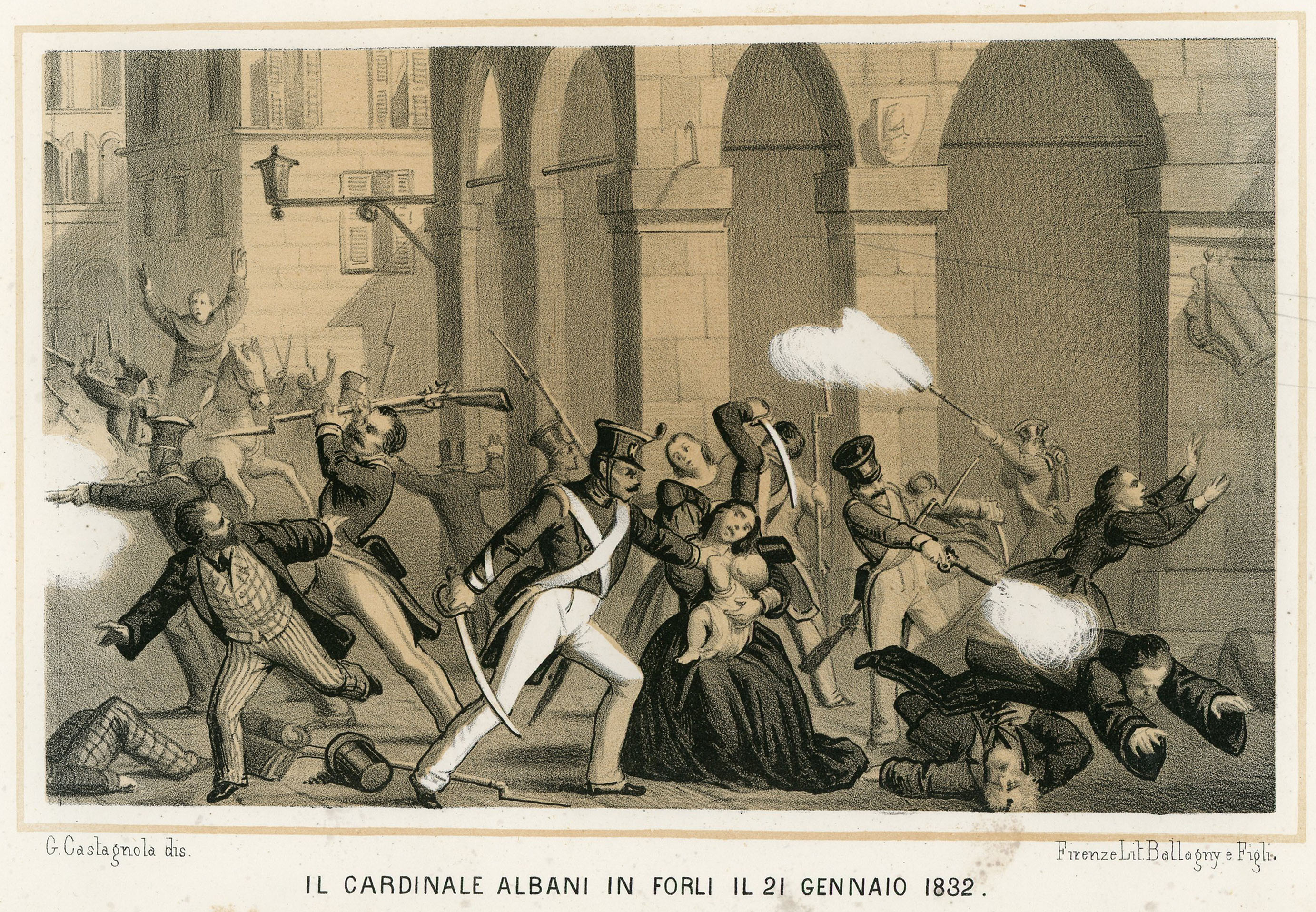
Il Cardinale Albani in Forlì il 21 gennaio 1832

Impauriti dagli eventi il giorno seguente gli amministratori di Forlì si presentarono al cardinale Albani facendo atto di sottomissione e la città venne occupata da 3000 militari e 300 cavalieri delle truppe pontificie in un clima di grande tensione e la cui calma apparente venne interrotta da un colpo di fucile che uccise un militare al che si iniziò a gridare "all'armi! Al sacco, ammazzate, ammazzate", facendo sfociare la situazione in tumulto e trasformando la città in un campo di battaglia nel quale le truppe fecero una carneficina, ben evidente il giorno seguente al cardinale Albani quando entrò in città. Il numero delle vittime, secondo Vannucci sarebbe stato di 21 morti (tra cui due donne, di cui una incinta) e sessanta feriti. Il cardinale avanzò anche la proposta di multare la cittadinanza per aiutare le famiglie dei caduti, affidando al fedele corpo dei centurioni il compito di mantenere l'ordine pubblico.
La violenza fu tale da indurre Domenico Antonio Farini, comandante della polizia di Forlì, a inviare una lettera al Cardinale Anton Domenico Gamberini, Segretario di Stato, richiedendo clemenza per la popolazione innocente e indulgenza per i trasgressori.
La resistenza incontrata e la prospettiva di dover affrontare in combattimento le restanti forze liberali, convinse Albani a trattenere le truppe in Romagna e lasciare che fossero le truppe austriache a debellare definitivamente la rivolta entrando in Bologna il 28 gennaio 1832 al comando del generale Radetzky, gli storici risorgimentali affermarono che l'arrivo delle truppe austriache fosse visto dalle popolazioni come liberatorio rispetto al temuto arrivo delle bande papaline.

## Influenza culturale
Sonetti del Belli
Gli eventi furono commentati pochi giorni dopo il loro accadere dal poeta vernacolare romano Gioacchino Belli nella poesia satirica Le notizzie de l'uffisciali, composta il 5 febbraio 1832 e pubblicata nella raccolta Sonetti romaneschi - Volume II (1886)
Che l’esercito nostro papalino

Ha ffatto ppiú bbrodezze de l’antichi.

.

.

Pe mmorti poi s’ha da tirà li conti.»
Pochi giorni prima, il 27 gennaio, Belli aveva ironizzato sulla qualità e disciplina delle truppe papaline impegnate nelle province emiliane nella poesia Li papalini concludendo che fosse Gente che sse sa ffà la dissciprina, / E a bbonprascito suo mena a l'inzecca. ossia composta da persone che facevano da sé la disciplina e che colpivano a caso "a loro beneplacito".